# Alexandromys alpinus
Alexandromys alpinus вид ссавців-гризунів з родини Cricetidae. Мешкає на південному схилі Отгонтенгера в західній Монголії і прилеглій частині Росії. Видова назва, alpinus, у перекладі з латини означає «альпійський» і вказує на те, що його природне середовище проживання знаходиться в альпійському регіоні.